# USS Harry S. Truman (CVN-75)
De USS Harry S. Truman (registratie: CVN-75) is het achtste schip uit de Amerikaanse Nimitzklasse supervliegdekschepen. Het schip werd vernoemd naar oud-president Harry S. Truman. Het zou eerst de naam USS United States krijgen, maar de naam werd nog voor de bouw veranderd. De bouw van de USS Harry S. Truman begon in 1993 en was in 1996 klaar. In 1998 volgde de indienstname door de Amerikaanse zeemacht en werden de eerste test en een proefvaart gehouden. Het schip werd vervolgens gestationeerd in Norfolk in Virginia.

## Geschiedenis
De eerste missie waaraan de USS Harry S. Truman deelnam was Operatie Southern Watch in de Perzische Golf van 28 november tot 23 mei 2000. Die missie controleerde de no-flyzone die boven Zuid-Irak was ingesteld. Op 5 december 2002 was het schip terug in die regio voor die operatie. In 2003 nam het deel aan de Irakoorlog. Op 23 mei was de Truman weer in Norfolk. Van oktober 2004 tot maart 2005 was het schip opnieuw in de Perzische Golf.
Volgend op orkaan Katrina zette de USS Harry S. Truman op 1 september 2005 koers naar de Golf van Mexico. Daar nam het schip deel aan de hulpoperaties. Vijf weken later keerde het terug huiswaarts. In januari 2006 ging het schip een droogdok in voor geplande systeemupgrades en onderhoud.

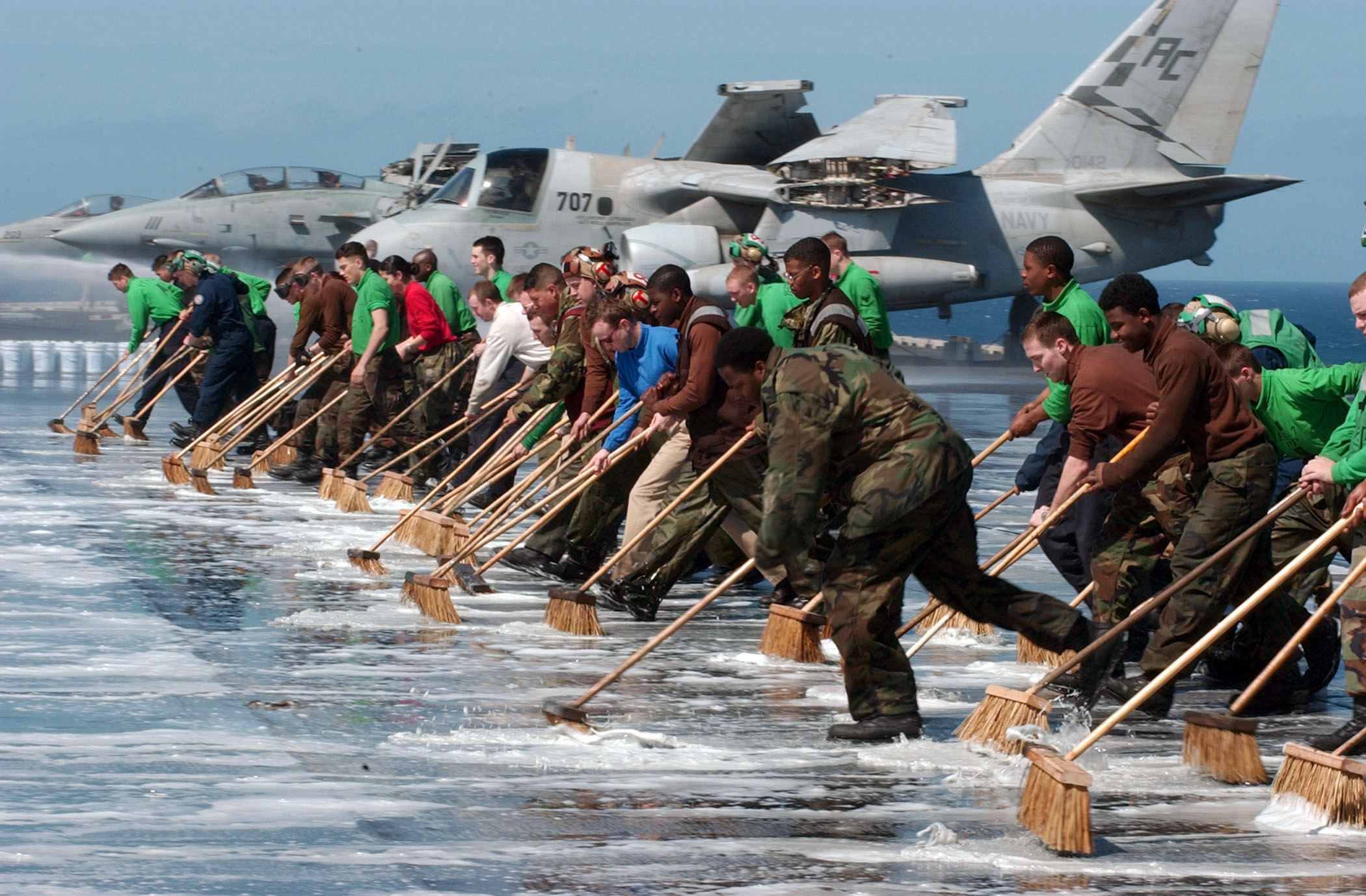
Bemanningsleden van de USS Harry S. Truman maken gezamenlijk het vliegdek schoon